# 兵庫大学附属須磨ノ浦高等学校
兵庫大学附属須磨ノ浦高等学校（ひょうごだいがくふぞくすまのうらこうとうがっこう）とは、兵庫県神戸市須磨区行幸町二丁目にある私立高等学校（女子高）。運営は学校法人睦学園。

## 概要
全日制普通科の中に特進アドバンスコース・特進看護医療コース・キャリア進学コース・幼児教育コース・介護福祉士コースを設置し、受験時にはコース別に募集する。
2年次以降は各コースの中でさらに細分化された専攻・系に分かれて学習する。
週1回校内で、茶道・華道・英会話・仏会話・ピアノの5つの分野で、講師を招き、放課後に受講できる兼習制度がある。龍谷総合学園加盟校。
聖徳太子の「和を以て尊しとなす」を建学の精神としている。

## 沿革
- 1923年（大正12年） - 須磨太子館附属高等裁縫部（須磨睦高等技芸塾）として開校。
- 1937年（昭和12年） - 須磨睦高等実践女学校と改称。[1]
- 1946年（昭和21年） - 須磨ノ浦高等女学校と改称。
- 1947年（昭和22年） - 須磨ノ浦中学校を併設。
- 1948年（昭和23年） - 須磨ノ浦女子高等学校と改称。
- 1973年（昭和48年） - 須磨ノ浦中学校を休校。
- 1980年（昭和55年） - フランス国立エチエンヌドルブ高等学校と姉妹校提携調印。
- 1991年（平成3年） - 敷地内に神戸国際中学校が開校。（翌年移転）
- 1993年（平成5年） - 学園創立70周年記念式典挙行。
- 1995年（平成7年） - 阪神・淡路大震災発生。一部校舎を除き須磨キャンパスが全壊。
- 1995年（平成7年） - 須磨ノ浦女子高等学校の仮設校舎を加古川キャンパスに建設し、教育活動を再開。
- 1996年（平成8年） - 須磨キャンパスに新校舎完成。
- 1997年（平成9年） - 都市型近代的新校舎で教育活動再開。
- 2000年（平成12年） - フランス国立エチエンヌドルブ高等学校との交流25周年記念式典挙行。
- 2003年（平成15年） - 学園創立80周年記念式典挙行。
- 2014年（平成26年） - 兵庫大学附属須磨ノ浦高等学校と改称[2]。

## クラブ活動
バレーボール部は春の高校バレーや高校総体に出場経験がある。
文化クラブ
- ビューグルコー部、演劇部、家庭科部、クッキング部、習字部、アニメーション部、宗教研究部、商業研究部、放送部、文芸部、美術部、パイオニア部、新聞・写真部

運動クラブ
- ソフトボール部 - 高校総体4回優勝（2009、2018、2019、2023年）、選抜3回優勝（2002、2019、2023年）。
- バレーボール部 - 春の高校バレー10回出場、高校総体出場。
- 陸上部
- 剣道部
- 新体操部
- テニス部
- バドミントン部
- バスケットボール部
- 卓球部

## 交通
- JR神戸線（山陽本線）「須磨海浜公園駅」西へ約500m、または「須磨駅」東へ約1.1km。
- 山陽電車「月見山駅」南へ約600m、または「須磨寺駅」東へ約800m。
- 神戸市バス「海浜公園前」バス停、「離宮道」バス停。

## 全商検定
- 全商会員校ではあるものの、全検定において一般受入れはしていない。

## 卒業後の進路
かつては企業に就職する者が70%以上を占めたが、近年は進学者も多く、4年制大学へもまとまった合格者を出している。

## 著名な出身者

### バレーボール
- 小山修加 ※元日本代表
- 林田季子（プロボクサー）※元バレーボール選手
- 吉田安里（モデル）※元バレーボール選手
- 雨堤みなみ　※元バレーボール選手
- 横江千秋　※元バレーボール選手
- 南波美紅
- 有田妃奈乃（PFUブルーキャッツ）